# Beherbergungsbetrieb
Ein Beherbergungsbetrieb ist ein Unternehmen, das (meist gegen Entgelt) Personen eine Übernachtungsmöglichkeit zur Verfügung stellt (Beherbergung) und je nach Ausstattung und angebotenen Dienstleistungen unterschiedlicher Berherbergungsart sein kann. 
Beherbergung ist neben Verpflegung einer der beiden Großsektoren des Gastgewerbes; der Unterschied zur Gastronomie ist, dass diese keine Unterkunft bietet. 
Beherbergungsbetriebe unterliegen besonderen gesetzlichen Bestimmungen wie dem Beherbergungsvertrag und dem Gastaufnahmevertrag.
Der Ort, an dem die Beherbergung stattfindet, wird bauordnungsrechtlich als Beherbergungsraum bzw. Beherbergungsstätte bezeichnet.

## Berherbergungsarten nach DEHOGA
Der Deutsche Hotel- und Gaststättenverband e. V. (DEHOGA), der Branchenverband des deutschen Hotel- und Gaststättengewerbes, unterscheidet verschiedene Betriebsarten im Beherbergungsgewerbe. Diese Definition der Betriebsarten geschieht in Anlehnung an die internationale Terminologienorm DIN EN ISO 18513 (Tourismus-Dienstleistungen – Hotels und andere Arten touristischer Unterkünfte – Terminologie) und die deutsche Touristische Informationsnorm (TIN) des Deutschen Tourismusverbandes (DTV).
- All-Suite-Hotel: ein Hotel, das als Unterbringung nur Suiten anbietet
- Aparthotel, Apartment-Hotel: ein Hotel, das Studios oder Apartments als Unterbringung anbietet
- Bauernhof: ein aktiv bewirtschafteter landwirtschaftlicher Betrieb, der Zimmer zur Vermietung anbietet
- Boardinghouse(Serviced Apartment): eine Beherbergungsart in städtischer Umgebung; eine Unterbringung für längere Zeit ist möglich; dabei bieten diese Betriebe auch verschiedene Serviceleistungen an wie zum Beispiel Reinigung bis hin zu einem hotelmäßigen Zimmerservice
- Ferienwohnung, Ferienhaus, Appartement: eine in sich abgeschlossene Unterkunft innerhalb eines Gebäudes, die über Sanitärbereich und Selbstverpflegungseinrichtung verfügt und für vorübergehenden Aufenthalt von Personen gedacht ist
- Gästehaus: unterscheidet sich von einem Hotel durch ein eingeschränktes Dienstleistungsangebot; Mahlzeiten werden nur an Hausgäste verabreicht
- Gasthof: ein Gastronomiebetrieb, der Speisen und Getränke als Hauptleistung anbietet, daneben aber auch einige Zimmer vermietet
- Hotel: ein Beherbergungsbetrieb, der mit einem Mindestmaß an Einrichtungen (Rezeption, tägliche Zimmerreinigung und mindestens einem Restaurant für Hausgäste und Passanten) ausgestattet ist
- Hotel garni: ein Hotelbetrieb, der Beherbergung, Frühstück, Getränke und höchstens kleine Speisen anbietet
- Jugendherberge: ein Beherbergungsbetrieb, in dem in erster Linie junge Leute für meist kurze Aufenthaltsdauer aufgenommen und in dem Speisen und Getränke nur an Hausgäste abgegeben werden
- Kurheim: ein in einem Heilbad oder Kurort gelegener Beherbergungsbetrieb, der auf die Bedürfnissen des Kurgastes ausgerichtet ist
- Kurklinik: ein Beherbergungsbetrieb mit Krankenhauscharakter; sie steht unter ärztlicher Leitung und bietet ständige medizinische Betreuung; das Beherbergungsangebot entspricht den Bedürfnissen der Patienten wie z. B. Barrierefreiheit und Ernährungsangebot
- Kurhotel: ein Beherbergungsbetrieb wie ein Kurheim, verfügt jedoch über ein eigenes Angebot an Gesundheitsbehandlungen
- Motel: ein Hotel mit einem auf Kraftfahrer ausgerichteten Standort und nahe gelegener Parkmöglichkeit
- Pension: ein Betrieb, der sich von einem Hotel durch eingeschränkte Dienstleistungen unterscheidet; Mahlzeiten werden nur an Hausgäste verabreicht
- Privatunterkunft, Privatzimmer: eine Unterkunft in einem privaten Haus, die nicht erlaubnispflichtig und je nach nationalen Gesetzen maximal acht bis zehn Betten aufweisen dürfen.

Weiter werden die Übernachtungsmöglichkeiten wie folgt klassifiziert:
- Apartment: eine Unterkunft samt Schlaf-, Wohnräumen und Kochnische
- Doppelzimmer: ein Zimmer mit Schlafplatz für zwei Personen in einem Doppelbett oder zwei längs aneinander gefügte Einzelbetten
- Einzelzimmer: ein Zimmer mit Schlafplatz für eine Person
- Familienzimmer: ein Zimmer mit mindestens drei Schlafgelegenheiten, zwei davon sind für Erwachsene geeignet
- Juniorsuite: ein Zimmer in einem Raum inklusive Platz für Sitzgelegenheiten
- Maisonette: eine Wohnung, die sich über mindestens zwei Etagen erstreckt
- Mehrbettzimmer: ein Zimmer mit mindestens drei Schlafgelegenheiten
- Penthousewohnung: eine Wohnung in der obersten Etage eines mehrgeschossigen Gebäudes mit großer Dachterrasse
- Schlafsaal: ein Zimmer mit mehr als drei Schlafgelegenheiten
- Studio: eine Unterkunft in einem Raum samt Kochnische
- Suite: eine Unterkunft mit separaten aber verbundenen Schlaf- und Wohnräumen
- Zweibettzimmer: ein Zimmer mit zwei getrennten Betten